# Dendropsophus luddeckei
Espèce
Dendropsophus luddeckei est une espèce d'amphibiens de la famille des Hylidae.

## Répartition
Cette espèce est endémique de Colombie. Elle se rencontre entre 2 000 et 4 100 m d'altitude dans les départements de Boyacá, de Cundinamarca et de Norte de Santander.

## Étymologie
Cette espèce est nommée en l'honneur de Horst Lüddecke.

## Publication originale
- Guarnizo, Escallon, Cannatella & Amézquita, 2012 : Congruence between acoustic traits and genealogical history reveals a new species of Dendropsophus (Anura: Hylidae) in the high Andes of Colombia. Herpetologica, vol. 68, no 4, p. 523-540.